# Morti il 6 aprile
| Questa pagina contiene informazioni ricavate automaticamente dalle voci biografiche con l'ausilio del template Bio e di un bot. L'aggiornamento è periodico e automatico e ricostruisce completamente la pagina. Se manca una persona in questa lista, sei pregato di non aggiungerla, ma accertati piuttosto che la sua voce biografica contenga il template Bio e che i dati anagrafici siano correttamente compilati. Se il template Bio manca, inseriscilo tu stesso o, in alternativa, metti l'avviso {{tmp\|Bio}} che ne segnala la mancanza. Se i dati riportati sono sbagliati, correggi direttamente la voce biografica; le modifiche saranno visibili in questa lista entro pochi giorni. Per chiarimenti vedi il progetto biografie. La lista contiene solo le 554 persone che sono citate nell'enciclopedia e per le quali è stato implementato correttamente il template Bio. Pagina aggiornata al 13 ago 2025. |

## VI secolo(1)
- 582 - Eutichio di Costantinopoli, arcivescovo bizantino (n. 512)

## IX secolo(1)
- 861 - Prudenzio di Troyes, vescovo, scrittore e teologo spagnolo

## X secolo(1)
- 912 - Notker I di San Gallo, abate, poeta e compositore tedesco (n. 840)

## XI secolo(3)
- 1028 - Guglielmo IV d'Angoulême, conte
- 1031 - Aribo di Magonza, arcivescovo cattolico tedesco
- 1070 - Filarete di Calabria, religioso e santo italiano (n. 1020)

## XII secolo(3)
- 1147 - Federico II di Svevia, duca (n. 1090)
- 1193 - Guigo II, teologo e monaco cristiano francese (n. 1114)
- 1199 - Riccardo I d'Inghilterra, re britannico (n. 1157)

## XIII secolo(6)
- 1212 - Bertram di Metz, vescovo francese
- 1231 - Guglielmo il Maresciallo, II conte di Pembroke, nobile britannico (n. 1190)
- 1250 - Ugo XI di Lusignano, nobile francese (n. 1221)
- 1252 - Pietro da Verona, presbitero, predicatore e santo italiano
- 1280 - Jacopo Contarini, politico e diplomatico italiano
- 1284 - Pietro I d'Alençon, nobile francese (n. 1251)

## XIV secolo(9)
- 1306 - Guillaume de Flavacourt, arcivescovo cattolico francese
- 1311 - Filippa di Lussemburgo, nobile olandese (n. 1252)
- 1340 - Basilio di Trebisonda, imperatore bizantino
- 1348 - Laura de Noves, nobildonna francese (n. 1310)
- 1358 - Raniero Arsendi, giurista italiano (n. 1290)
- 1362 - Giacomo I di Borbone-La Marche, conte (n. 1319)
- 1380 - Elisabetta di Slavonia, romana (n. 1352)
- 1387 - Giovanni d'Artois, nobile (n. 1321)
- 1399 - Cristiano V di Oldenburg, conte (n. 1342)

## XV secolo(10)
- 1444 - Giovanni Caprèolo, teologo francese (n. 1380)
- 1446 - Pesello, pittore italiano (n. 1367)
- 1448 - Agnese di Kleve, principessa (n. 1422)
- 1455 - Giovanni Benci, politico e banchiere italiano (n. 1390)
- 1455 - Giovanni Battista dal Legname, vescovo cattolico italiano
- 1477 - Pietro Bianco, religioso albanese
- 1478 - Agostino Dati, oratore, storico e filosofo italiano (n. 1420)
- 1478 - Caterina Moriggi, religiosa italiana
- 1489 - Rao Jodha, sovrano (n. 1416)
- 1490 - Mattia Corvino, sovrano ungherese (n. 1443)

## XVI secolo(11)
- 1520 - Raffaello Sanzio, pittore e architetto italiano (n. 1483)
- 1523 - Henry Stafford, III conte di Wiltshire, nobile inglese (n. 1479)
- 1528 - Albrecht Dürer, pittore, incisore e matematico tedesco (n. 1471)
- 1538 - Hans Dürer, pittore, illustratore e incisore tedesco (n. 1490)
- 1551 - Joachim Vadiano, umanista svizzero (n. 1484)
- 1554 - Giulio Cesare de' Rossi, condottiero italiano (n. 1519)
- 1555 - Giovannangelo Arcimboldi, arcivescovo cattolico italiano (n. 1485)
- 1556 - Konrad Pelikan, umanista e teologo tedesco (n. 1478)
- 1574 - Paolo Manuzio, editore, tipografo e umanista italiano (n. 1512)
- 1590 - Francis Walsingham, politico e diplomatico inglese (n. 1534)
- 1599 - Orazio Torsellino, storico e letterato italiano (n. 1545)

## XVII secolo(17)
- 1602 - Celio Magno, poeta italiano (n. 1536)
- 1607 - Giovanni Francesco Mocenigo, politico italiano (n. 1558)
- 1609 - Merkelis Giedraitis, vescovo cattolico lituano
- 1621 - Maria Cristina d'Asburgo, nobile (n. 1574)
- 1621 - Edward Seymour, I conte di Hertford, nobile inglese (n. 1539)
- 1622 - Vincenzo Filliucci, gesuita e teologo italiano (n. 1566)
- 1626 - Girolamo Preti, poeta italiano (n. 1582)
- 1639 - Berlinghiero Gessi, cardinale e vescovo cattolico italiano (n. 1564)
- 1641 - Domenichino, pittore italiano (n. 1581)
- 1648 - Francesco Salazar, rivoluzionario italiano (n. 1606)
- 1660 - Michelangelo Cerquozzi, pittore italiano (n. 1602)
- 1660 - Giovanni Battista Hodierna, presbitero, astronomo e architetto italiano (n. 1597)
- 1665 - Niccolò Gonzaga, nobile e ambasciatore italiano (n. 1608)
- 1670 - Eleonora Baroni, musicista e cantante italiana (n. 1611)
- 1672 - Jacopo Salviati, I duca di Giuliano, nobile, mecenate e poeta italiano (n. 1607)
- 1689 - Gilles-François de Gottignies, matematico, astronomo e gesuita belga (n. 1630)
- 1698 - Caterina di Bar, religiosa francese (n. 1614)

## XVIII secolo(28)
- 1705 - Urbano Sacchetti, cardinale e vescovo cattolico italiano (n. 1640)
- 1707 - Willem van de Velde il Giovane, pittore olandese (n. 1633)
- 1714 - Gaspare Carpegna, cardinale italiano (n. 1625)
- 1715 - Perizonius, filologo e storico olandese (n. 1651)
- 1720 - Orazio Marinali, scultore italiano (n. 1643)
- 1721 - Lorenzo Lorenzini, matematico italiano (n. 1652)
- 1724 - Gertrude Cordovana, religiosa italiana
- 1727 - Alessandro Gherardini, pittore italiano (n. 1655)
- 1732 - Francesco Luigi del Palatinato-Neuburg, arcivescovo cattolico tedesco (n. 1664)
- 1748 - David Kellner, compositore e liutista tedesco (n. 1670)
- 1749 - Antonio Schinella Conti, fisico e matematico italiano (n. 1677)
- 1752 - Friedrich Christian Glume, scultore tedesco (n. 1714)
- 1752 - Pietro Ligari, pittore, architetto e agronomo italiano (n. 1686)
- 1754 - Martin Bouquet, monaco cristiano, storico e filologo francese (n. 1685)
- 1757 - Pietro Galletti, vescovo cattolico italiano (n. 1664)
- 1759 - Johann Gottfried Zinn, medico, anatomista e botanico tedesco (n. 1727)
- 1760 - František Xaver Klobušický, arcivescovo cattolico slovacco (n. 1707)
- 1762 - Louise Françoise Tardieu, incisore e grafica francese (n. 1719)
- 1768 - Simone Martinez, scultore italiano (n. 1689)
- 1779 - Ernst Christoph Dressler, compositore e tenore tedesco (n. 1734)
- 1779 - Tommaso Traetta, compositore italiano (n. 1727)
- 1780 - Elisabetta Federica Sofia di Brandeburgo-Bayreuth, duchessa (n. 1732)
- 1782 - Taksin, militare siamese (n. 1734)
- 1782 - Matteo Gennaro Testa Piccolomini, arcivescovo cattolico italiano (n. 1708)
- 1790 - Luigi IX d'Assia-Darmstadt (n. 1719)
- 1796 - George Campbell, filosofo e teologo britannico (n. 1719)
- 1796 - Sebastiano Paoli, medico e enciclopedista italiano (n. 1720)
- 1799 - Aleksandr Andreevič Bezborodko, politico, diplomatico e principe russo (n. 1747)

## XIX secolo(68)
- 1803 - William Hamilton, archeologo, diplomatico e antiquario britannico (n. 1730)
- 1806 - Francesco Saverio Bartoli, scrittore, comico e letterato italiano (n. 1745)
- 1807 - Louis-Simon Lempereur, incisore francese (n. 1728)
- 1807 - John Opie, pittore inglese (n. 1761)
- 1809 - Jean-Pierre Saint-Ours, pittore e disegnatore svizzero (n. 1752)
- 1812 - Samuel af Ugglas, politico svedese (n. 1750)
- 1813 - Carlotta di Borbone-Parma, principessa italiana (n. 1777)
- 1817 - Bonaventura Furlanetto, compositore italiano (n. 1738)
- 1821 - Robert Stewart, I marchese di Londonderry, politico irlandese (n. 1739)
- 1821 - Jacob Zellweger, imprenditore e politico svizzero (n. 1770)
- 1825 - Luisa di Sassonia-Hildburghausen, nobile (n. 1794)
- 1827 - Pëtr Vasil'evič Lopuchin, politico russo (n. 1753)
- 1829 - Niels Henrik Abel, matematico norvegese (n. 1802)
- 1830 - Luigi I d'Assia, sovrano tedesco (n. 1753)
- 1830 - François de Bovet, arcivescovo cattolico francese (n. 1745)
- 1832 - Giustina Renier Michiel, scrittrice italiana (n. 1755)
- 1833 - Adamantios Korais, filologo greco (n. 1748)
- 1837 - Teresa Bandettini, poetessa e ballerina italiana (n. 1763)
- 1842 - Johann Anton André, editore e compositore tedesco (n. 1775)
- 1844 - Domenico Benedetto Balsamo, arcivescovo cattolico italiano (n. 1759)
- 1844 - Francis Johnson, docente e musicista statunitense (n. 1792)
- 1844 - Federico Francesco Saverio di Hohenzollern-Hechingen, militare e politico tedesco (n. 1757)
- 1847 - Hans Järta, politico svedese (n. 1774)
- 1849 - Vincenzo Dalberti, presbitero e politico svizzero (n. 1763)
- 1849 - Jan Svatopluk Presl, botanico ceco (n. 1791)
- 1852 - François-Louis Cailler, imprenditore svizzero (n. 1796)
- 1854 - William Strickland, architetto, ingegnere e pittore statunitense (n. 1788)
- 1855 - Aleksandr Grigor'evič Kušelev-Bezborodko, nobile e politico russo (n. 1800)
- 1856 - Giuseppe Cerbara, medaglista italiano (n. 1770)
- 1859 - Filippo Antolini, architetto e ingegnere italiano (n. 1787)
- 1860 - Natal'ja Jur'evna Golovkina, nobildonna russa (n. 1787)
- 1860 - James Kirke Paulding, politico e scrittore statunitense (n. 1778)
- 1860 - Luigi Zenone Quaglia, politico italiano (n. 1788)
- 1861 - Antonio Alessandrini, medico e veterinario italiano (n. 1786)
- 1862 - Albert Sidney Johnston, generale statunitense (n. 1803)
- 1862 - Fitz-James O'Brien, scrittore irlandese (n. 1828)
- 1869 - Adolphe Delessert, esploratore e naturalista francese (n. 1809)
- 1873 - Vittorio Emanuele Camillo IX Massimo, nobile italiano (n. 1803)
- 1875 - Moses Hess, filosofo, politico e attivista tedesco (n. 1812)
- 1876 - Natale Talamini, presbitero, letterato e patriota italiano (n. 1808)
- 1877 - Giuseppe Vandoni, architetto italiano (n. 1828)
- 1878 - Giuseppe Berardi, cardinale italiano (n. 1810)
- 1878 - Friedrich Brüggemann, zoologo e entomologo tedesco (n. 1850)
- 1878 - Hippolyte Alphonse Quénault, politico francese (n. 1795)
- 1879 - Vinzenz Gasser, vescovo cattolico e teologo austriaco (n. 1809)
- 1879 - Gian Giacomo Poldi Pezzoli d'Albertone, collezionista d'arte italiano (n. 1822)
- 1881 - Gabriel Davioud, architetto francese (n. 1824)
- 1882 - Friedrich Drake, scultore tedesco (n. 1805)
- 1883 - Charles Bargue, pittore e litografo francese (n. 1826)
- 1883 - Carlo Borghi, poeta, scrittore e giornalista italiano (n. 1851)
- 1884 - Emanuel Geibel, poeta tedesco (n. 1815)
- 1885 - Eduard Vogel von Falckenstein, generale prussiano (n. 1797)
- 1886 - Grigorij Prokof'evič Isaev, rivoluzionario russo (n. 1857)
- 1886 - Marcello Panissera di Veglio, nobile e politico italiano (n. 1830)
- 1887 - Ivan Nikolaevič Kramskoj, pittore e critico d'arte russo (n. 1837)
- 1888 - Camillo Caracciolo di Bella, diplomatico e politico italiano (n. 1821)
- 1888 - Thomas Green Clemson, politico statunitense (n. 1807)
- 1888 - Carlo Erba, farmacista e imprenditore italiano (n. 1811)
- 1888 - Auguste Alfred de Montaigu, generale francese (n. 1816)
- 1889 - Augusta d'Assia-Kassel, nobildonna (n. 1797)
- 1889 - Georg Carl Wilhelm Vatke, botanico tedesco (n. 1849)
- 1890 - Luigi Trecourt, pittore italiano (n. 1808)
- 1894 - Tommaso Albarella, patriota italiano (n. 1819)
- 1896 - Zefirino Agostini, presbitero italiano (n. 1813)
- 1897 - Giacomo Ginotti, scultore italiano (n. 1845)
- 1898 - Antonio Montanari, politico e saggista italiano (n. 1811)
- 1899 - Victor Sieg, compositore e organista francese (n. 1837)
- 1900 - Cayetano Domingo Grossi, serial killer italiano (n. 1845)

## XX secolo(246)
- 1901 - Giuseppe Fogazzaro, presbitero e insegnante italiano (n. 1813)
- 1902 - Gleb Ivanovič Uspenskij, scrittore russo (n. 1843)
- 1903 - Giuseppe Franchetti, filantropo e imprenditore italiano (n. 1824)
- 1904 - Sofia di Baden, principessa tedesca (n. 1834)
- 1905 - Samuel LaVoice, pistard statunitense (n. 1882)
- 1906 - Friedrich Hultsch, storico, filologo classico e matematico tedesco (n. 1833)
- 1906 - Alexander Kielland, scrittore e politico norvegese (n. 1849)
- 1906 - Fedele Lampertico, economista, scrittore e politico italiano (n. 1833)
- 1907 - Thomas Beecham, imprenditore britannico (n. 1820)
- 1907 - Retheos Berberian, pedagogista, giornalista e scrittore armeno (n. 1848)
- 1907 - William Henry Drummond, poeta, giornalista e medico irlandese (n. 1854)
- 1907 - Bernhard Hammer, politico svizzero (n. 1822)
- 1909 - Julian Salomons, politico e avvocato britannico (n. 1835)
- 1909 - Giovanni Siorpaes, alpinista italiano (n. 1869)
- 1909 - Franz Wickhoff, storico dell'arte austriaco (n. 1853)
- 1910 - Michele Rua, presbitero e educatore italiano (n. 1837)
- 1912 - Richard Frommel, ginecologo tedesco (n. 1854)
- 1912 - Giovanni Pascoli, poeta e critico letterario italiano (n. 1855)
- 1913 - Adolf Slaby, fisico tedesco (n. 1849)
- 1914 - Eugenia Attendolo Bolognini Litta, nobildonna italiana (n. 1837)
- 1914 - Józef Chełmoński, pittore polacco (n. 1849)
- 1917 - Hans Berr, militare e aviatore tedesco (n. 1890)
- 1918 - Minni Boh, scrittrice tedesca (n. 1858)
- 1918 - Paolo Carcano, politico italiano (n. 1843)
- 1920 - Nicola IV Esterházy, principe (n. 1869)
- 1921 - Maximilian Berlitz, linguista tedesco (n. 1852)
- 1921 - Achille Coen, storico italiano (n. 1844)
- 1922 - Arabella Goddard, pianista inglese (n. 1836)
- 1923 - Alice Fletcher, etnologa, antropologa e sociologa statunitense (n. 1838)
- 1923 - Gaetano Vannicola, pittore e architetto italiano (n. 1859)
- 1924 - Ettore Sacchi, avvocato e politico italiano (n. 1851)
- 1925 - Alexandra Kitchin, modella inglese (n. 1864)
- 1925 - Napoleone Papini, anarchico italiano (n. 1856)
- 1926 - Celestino Usuelli, alpinista, pioniere dell'aviazione e dirigibilista italiano (n. 1877)
- 1927 - Florence Earle Coates, poetessa e scrittrice statunitense (n. 1850)
- 1927 - Friedrich Ohmann, architetto austriaco (n. 1858)
- 1927 - Nestori Toivonen, tiratore a segno finlandese (n. 1865)
- 1928 - Arthur Cruttenden Mace, egittologo britannico (n. 1874)
- 1928 - Winifred Moberly, insegnante britannica (n. 1875)
- 1932 - Arthur Hoffmann, velocista e lunghista tedesco (n. 1887)
- 1932 - Max Lenz, storico tedesco (n. 1850)
- 1932 - Maria Dorotea d'Asburgo-Lorena, austriaca (n. 1867)
- 1934 - Louis Marie-Auguste Boutan, biologo e fotografo francese (n. 1859)
- 1934 - Dixie Kid, pugile statunitense (n. 1883)
- 1934 - Ismael Nery, pittore brasiliano (n. 1900)
- 1935 - Giulio Melegari, diplomatico italiano (n. 1854)
- 1935 - Edwin Arlington Robinson, poeta statunitense (n. 1869)
- 1935 - Şehzade Ömer Hilmi, principe ottomano (n. 1886)
- 1936 - Edmund Breese, attore, sceneggiatore e regista statunitense (n. 1871)
- 1936 - Louis Leplée, direttore teatrale francese (n. 1883)
- 1936 - Roberto Villetti, pubblicista italiano (n. 1866)
- 1937 - Gyula Juhász, poeta e giornalista ungherese (n. 1883)
- 1937 - Lloyd Lonergan, sceneggiatore e regista statunitense (n. 1870)
- 1939 - Kiyohara Tama, pittrice, illustratrice e giornalista giapponese (n. 1861)
- 1939 - William Hallock Park, batteriologo statunitense (n. 1863)
- 1940 - Giuseppe Sanarelli, igienista e politico italiano (n. 1864)
- 1941 - Henry Burr, cantante canadese (n. 1882)
- 1941 - Kenneth Campbell, militare e aviatore scozzese (n. 1917)
- 1941 - Agenore Frangipani, generale italiano (n. 1876)
- 1941 - Franc Kulovec, politico, presbitero e giornalista jugoslavo (n. 1884)
- 1941 - Giovanni Malfitano, chimico, microbiologo e filosofo italiano (n. 1872)
- 1941 - Rocco Polimeni, militare italiano (n. 1914)
- 1941 - Paul-Frédéric Rollet, generale francese (n. 1875)
- 1943 - Osvaldo Butturini, calciatore italiano (n. 1897)
- 1943 - Juan De Marchi, anarchico italiano (n. 1866)
- 1943 - Friedrich Geisshardt, militare e aviatore tedesco (n. 1919)
- 1943 - Giovanni Iannaccone, militare italiano (n. 1915)
- 1944 - Cvitan Galić, aviatore croato (n. 1909)
- 1944 - Mario Mencatelli, partigiano italiano (n. 1924)
- 1944 - Rose O'Neill, fumettista, scrittrice e illustratrice statunitense (n. 1874)
- 1944 - E.o. plauen, disegnatore e fumettista tedesco (n. 1903)
- 1945 - Heinrich Bulle, archeologo tedesco (n. 1867)
- 1945 - Leon Feldhendler, partigiano polacco (n. 1910)
- 1945 - Valter, partigiano jugoslavo (n. 1919)
- 1945 - Willi Völker, calciatore tedesco (n. 1906)
- 1945 - Willy Völker, calciatore tedesco (n. 1889)
- 1945 - Otto Völker, calciatore tedesco (n. 1893)
- 1947 - Herbert Backe, politico tedesco (n. 1896)
- 1947 - William P. Carleton, attore inglese (n. 1872)
- 1947 - Osip Runič, attore russo (n. 1889)
- 1947 - Willi Wolff, sceneggiatore, regista e produttore cinematografico tedesco (n. 1883)
- 1948 - José Beltrão, cavallerizza portoghese (n. 1905)
- 1949 - Rachel Bespaloff, filosofa francese (n. 1895)
- 1949 - Raffaele De Luca, partigiano italiano (n. 1874)
- 1949 - Seymour Hicks, attore e produttore cinematografico inglese (n. 1871)
- 1949 - Sante Solieri, chirurgo italiano (n. 1877)
- 1950 - Ermenegildo Nucci, presbitero, storico e storico dell'arte italiano (n. 1881)
- 1950 - Louis Wilkins, astista statunitense (n. 1882)
- 1951 - Robert Broom, medico e paleontologo sudafricano (n. 1866)
- 1951 - Christian Grøthan, calciatore danese (n. 1890)
- 1951 - Charles Smith, pallanuotista britannico (n. 1879)
- 1952 - Cornelia Antolini, scrittrice, insegnante e poetessa italiana (n. 1866)
- 1952 - Jone Caciagli, cantante italiana (n. 1916)
- 1952 - Ciro Contini, ingegnere italiano (n. 1873)
- 1952 - Oscar Morin, missionario e vescovo cattolico canadese (n. 1878)
- 1953 - George Beattie, tiratore a volo canadese (n. 1877)
- 1953 - Fred C. Brannon, regista statunitense (n. 1901)
- 1953 - Mario Cevolotto, politico italiano (n. 1887)
- 1955 - Reginald Stephens, generale britannico (n. 1869)
- 1956 - Georges Thurnherr, ginnasta francese (n. 1886)
- 1957 - Salvatore Del Bene, vescovo cattolico italiano (n. 1880)
- 1957 - Pierina Morosini, beata italiana (n. 1931)
- 1957 - Francesco Rota, imprenditore e politico italiano (n. 1870)
- 1958 - Vítězslav Nezval, poeta, drammaturgo e romanziere ceco (n. 1900)
- 1959 - Giovanni Battista Funaioli, giurista italiano (n. 1891)
- 1959 - Rosalind Ivan, attrice e sceneggiatrice inglese (n. 1880)
- 1960 - Friedrich Kirchner, generale tedesco (n. 1885)
- 1960 - Mario Negri, imprenditore e filantropo italiano (n. 1891)
- 1960 - Orio Vergani, giornalista, fotografo e scrittore italiano (n. 1898)
- 1961 - Rudolph John Anderson, chimico svedese (n. 1879)
- 1961 - Jules Jean Baptiste Vincent Bordet, medico e batteriologo belga (n. 1870)
- 1961 - Giuseppe Borrelli, veterinario italiano (n. 1893)
- 1961 - Knut Lindberg, velocista, giavellottista e multiplista svedese (n. 1882)
- 1962 - Carlo Giorgio Garofalo, compositore, direttore d'orchestra e organista italiano (n. 1886)
- 1962 - Henri Mondor, medico, scrittore e biografo francese (n. 1885)
- 1962 - Batilde di Schaumburg-Lippe, principessa tedesca (n. 1873)
- 1963 - Anthony Bernard, direttore d'orchestra, compositore e pianista britannico (n. 1891)
- 1963 - Saverio Latteri, medico italiano (n. 1895)
- 1963 - Eduard Schönecker, calciatore, velocista e architetto austriaco (n. 1885)
- 1963 - Hans-Heinrich Sievert, multiplista tedesco (n. 1909)
- 1963 - Otto Struve, astronomo russo (n. 1897)
- 1963 - Allen Whipple, chirurgo statunitense (n. 1881)
- 1963 - Constance Wilson-Samuel, pattinatrice artistica su ghiaccio canadese (n. 1908)
- 1964 - Daniel Filipe, poeta, giornalista e scrittore capoverdiano (n. 1925)
- 1964 - Giusto Sardi, calciatore e arbitro di calcio italiano (n. 1894)
- 1965 - Albert Gutterson, lunghista statunitense (n. 1887)
- 1965 - Angelo Manaresi, politico e militare italiano (n. 1890)
- 1965 - Giuseppe Servetto, allenatore di calcio e calciatore italiano (n. 1886)
- 1966 - Julia Faye, attrice statunitense (n. 1893)
- 1966 - Edna Flugrath, attrice statunitense (n. 1893)
- 1966 - Evaristo Madeddu, religioso italiano (n. 1890)
- 1966 - Ben Stephens, cestista statunitense (n. 1916)
- 1967 - Bartolomeo Cannizzo, politico italiano (n. 1905)
- 1967 - Rudolf Drozd, calciatore cecoslovacco (n. 1911)
- 1967 - Madeleine Lafon, danzatrice francese (n. 1924)
- 1968 - Renato Beccuti, calciatore italiano (n. 1901)
- 1968 - Julio César Benítez, calciatore uruguaiano (n. 1940)
- 1968 - Bobby Hutton, attivista statunitense (n. 1950)
- 1968 - Francesco Vito, economista italiano (n. 1902)
- 1969 - Furlanetto, attore italiano (n. 1895)
- 1969 - Eduard Strauss II, direttore d'orchestra austriaco (n. 1910)
- 1969 - Francisco L. Urquizo, generale, scrittore e storico messicano (n. 1891)
- 1969 - Zhang Zhizhong, generale e politico cinese (n. 1890)
- 1970 - Maurice Stokes, cestista statunitense (n. 1933)
- 1971 - Giorgina Grossi, pesista e discobola italiana (n. 1916)
- 1971 - Igor' Fëdorovič Stravinskij, compositore e direttore d'orchestra russo (n. 1882)
- 1971 - Mario de Vergottini, statistico italiano (n. 1901)
- 1972 - Maurice Cottenet, allenatore di calcio e calciatore francese (n. 1895)
- 1972 - Francesco Aurelio Di Bella, aviatore e politico italiano (n. 1914)
- 1972 - Heinrich Lübke, politico tedesco (n. 1894)
- 1972 - Olaf Pedersen, ginnasta danese (n. 1884)
- 1973 - Inman Jackson, cestista statunitense (n. 1907)
- 1974 - Argentina Cerne, pittrice italiana (n. 1902)
- 1974 - Willem Marinus Dudok, ingegnere e architetto olandese (n. 1884)
- 1974 - Fraňo Štefunko, scultore slovacco (n. 1903)
- 1974 - Štěpán Trochta, cardinale e vescovo cattolico ceco (n. 1905)
- 1975 - Gaetano Amoroso, militare italiano (n. 1893)
- 1975 - Jan Białas, calciatore polacco (n. 1952)
- 1975 - Danny Smick, cestista statunitense (n. 1915)
- 1976 - Cesare Mastrella, funzionario e truffatore italiano (n. 1914)
- 1976 - René Maupré, attore francese (n. 1888)
- 1977 - Pat Evans, pilota motociclistico statunitense (n. 1955)
- 1977 - Francesco Lami, politico italiano (n. 1910)
- 1978 - Nicolas Nabokov, compositore e scrittore russo (n. 1903)
- 1978 - Martin Secker, editore britannico (n. 1882)
- 1979 - David Armitage Bannerman, ornitologo britannico (n. 1886)
- 1979 - Solomon Mahlangu, attivista sudafricano (n. 1956)
- 1979 - Sergej Ivanovič Splošnov, regista cinematografico sovietico (n. 1907)
- 1979 - Thorleif Tharaldsen, calciatore norvegese (n. 1893)
- 1979 - Norman Tokar, regista, sceneggiatore e produttore cinematografico statunitense (n. 1919)
- 1980 - Antonio Battistella, attore italiano (n. 1912)
- 1980 - Olivier Chevallier, pilota motociclistico francese (n. 1949)
- 1980 - Maria Michi, attrice italiana (n. 1921)
- 1980 - Frank Saker, canoista canadese (n. 1907)
- 1981 - Alfredo Guarini, regista, sceneggiatore e produttore cinematografico italiano (n. 1901)
- 1982 - Gabriel Auphan, ammiraglio francese (n. 1894)
- 1982 - Sándor Fröhlich, calciatore ungherese (n. 1897)
- 1982 - Štefan Hoza, tenore, librettista e saggista slovacco (n. 1906)
- 1982 - Marie-Joseph Kampé de Fériet, matematico francese (n. 1893)
- 1982 - Gertrud Papendick, scrittrice e insegnante tedesca (n. 1890)
- 1982 - Pavel Alekseevič Rotmistrov, generale e politico sovietico (n. 1901)
- 1983 - Lutz Heck, zoologo e biologo tedesco (n. 1892)
- 1983 - Arturo Perugini, avvocato e politico italiano (n. 1919)
- 1984 - Antonio Forniz, partigiano, giornalista e storico italiano (n. 1905)
- 1984 - Kazuo Hasegawa, attore giapponese (n. 1908)
- 1985 - Gene Davis, pittore statunitense (n. 1920)
- 1985 - Beppe Salvia, poeta italiano (n. 1954)
- 1985 - Terence Sanders, canottiere britannico (n. 1901)
- 1986 - Peter Brugger, politico italiano (n. 1920)
- 1986 - Boris Gutnikov, violinista sovietico (n. 1931)
- 1986 - Raimundo Orsi, calciatore argentino (n. 1901)
- 1986 - El Solitario, wrestler messicano (n. 1946)
- 1987 - Bob van Osdel, altista statunitense (n. 1910)
- 1987 - Filippo Parola, calciatore italiano (n. 1925)
- 1989 - Elizabeth Becker-Pinkston, tuffatrice statunitense (n. 1903)
- 1989 - Tapani Niku, fondista finlandese (n. 1895)
- 1989 - Deoclecio Redig de Campos, storico dell'arte brasiliano (n. 1905)
- 1989 - Michael Reusch, ginnasta svizzero (n. 1914)
- 1990 - Peter Doherty, allenatore di calcio e calciatore nordirlandese (n. 1913)
- 1990 - Joël de Oliveira Monteiro, calciatore brasiliano (n. 1904)
- 1990 - James MacNabb, canottiere britannico (n. 1901)
- 1990 - Claudio Savonuzzi, giornalista, scrittore e critico d'arte italiano (n. 1926)
- 1990 - Alfred Sohn-Rethel, economista e sociologo tedesco (n. 1899)
- 1991 - Bill Ponsford, crickettista australiano (n. 1900)
- 1992 - Isaac Asimov, scrittore, biochimico e divulgatore scientifico statunitense (n. 1920)
- 1992 - Giulio Liberati, calciatore italiano (n. 1913)
- 1992 - Sam Walton, imprenditore statunitense (n. 1918)
- 1993 - Silvio Bernardo, politico italiano (n. 1920)
- 1994 - Marcelino Gálatas, calciatore filippino (n. 1902)
- 1994 - Juvénal Habyarimana, politico e generale ruandese (n. 1937)
- 1994 - Cyprien Ntaryamira, politico burundese (n. 1955)
- 1994 - Dieter Oesterlen, architetto tedesco (n. 1911)
- 1994 - Mario Spinella, scrittore e giornalista italiano (n. 1918)
- 1994 - Paola Tovaglia, conduttrice televisiva, doppiatrice e cantante italiana (n. 1965)
- 1995 - Iōannīs Aleuras, politico greco (n. 1912)
- 1995 - Vieno Johannes Sukselainen, politico finlandese (n. 1906)
- 1996 - Ester Carloni, attrice italiana (n. 1905)
- 1996 - Ferdinando Di Nardo, politico e avvocato italiano (n. 1918)
- 1996 - Greer Garson, attrice e cantante britannica (n. 1904)
- 1996 - Mehmet Oktav, lottatore turco (n. 1917)
- 1997 - Max Alvarado, attore filippino (n. 1929)
- 1997 - Luigi Bianchi, generale e aviatore italiano (n. 1908)
- 1997 - Bernard Chevallier, cavaliere francese (n. 1912)
- 1997 - Gemma Griarotti, attrice e doppiatrice italiana (n. 1920)
- 1997 - Stephan Hermlin, scrittore tedesco (n. 1915)
- 1997 - Edith Kline, cestista statunitense (n. 1933)
- 1997 - Anita Pichler, scrittrice e traduttrice italiana (n. 1948)
- 1997 - Rosita Serrano, cantante e attrice cilena (n. 1914)
- 1997 - Ernesto Tomasi, calciatore e allenatore di calcio italiano (n. 1906)
- 1998 - Edgar Ablowich, velocista statunitense (n. 1913)
- 1998 - Rudy Dhaenens, ciclista su strada e pistard belga (n. 1961)
- 1998 - Antonio Randi, lottatore italiano (n. 1921)
- 1998 - Wendy O. Williams, cantante statunitense (n. 1949)
- 1998 - Tammy Wynette, cantautrice statunitense (n. 1942)
- 1999 - Nello Baglini, imprenditore italiano (n. 1907)
- 1999 - Red Norvo, vibrafonista statunitense (n. 1908)
- 1999 - William Pleeth, violoncellista britannico (n. 1916)
- 1999 - Rosaire Smith, sollevatore canadese (n. 1914)
- 2000 - Francescantonio Bardi, politico italiano (n. 1925)
- 2000 - Habib Bourguiba, politico tunisino (n. 1903)
- 2000 - Brandãozinho, calciatore brasiliano (n. 1925)
- 2000 - Mohamad Ali Fardin, attore e lottatore iraniano (n. 1931)
- 2000 - Domingo Federico, compositore, direttore d'orchestra e attore argentino (n. 1916)
- 2000 - Bernardino Echeverría Ruiz, cardinale e arcivescovo cattolico ecuadoriano (n. 1912)
- 2000 - Stan Watts, allenatore di pallacanestro statunitense (n. 1911)
- 2000 - Rolando Zanni, sciatore alpino e sciatore di velocità italiano (n. 1914)

## XXI secolo(150)
- 2002 - Giorgio Vestri, politico italiano (n. 1929)
- 2002 - Judith Wood, attrice statunitense (n. 1906)
- 2003 - Anita Borg, informatica statunitense (n. 1949)
- 2003 - Gerald Emmett Carter, cardinale e arcivescovo cattolico canadese (n. 1912)
- 2003 - Babatunde Olatunji, percussionista e musicista nigeriano (n. 1927)
- 2004 - Jakob Alder, compositore e violinista svizzero (n. 1915)
- 2004 - Gianfranco Frattini, architetto e designer italiano (n. 1926)
- 2004 - Matazō Kayama, pittore giapponese (n. 1927)
- 2004 - Vincenzo Leanza, politico italiano (n. 1932)
- 2004 - Carlo Merolli, politico e avvocato italiano (n. 1927)
- 2005 - Boris Aleksandrovič Baranov, ingegnere sovietico (n. 1940)
- 2005 - Francesco Laudadio, regista cinematografico italiano (n. 1950)
- 2005 - Ranieri III di Monaco, sovrano monegasco (n. 1923)
- 2006 - Giovanni Enrico Hoepli, editore e regista italiano (n. 1913)
- 2006 - Rino Serri, politico italiano (n. 1933)
- 2007 - Luigi Comencini, regista, sceneggiatore e critico cinematografico italiano (n. 1916)
- 2007 - Dino Gavina, imprenditore, designer e editore italiano (n. 1922)
- 2007 - Colin Graham, direttore artistico e regista teatrale britannico (n. 1931)
- 2007 - Claudio Modigliani, psicoanalista e saggista italiano (n. 1916)
- 2008 - Fabio Gobbo, economista e politico italiano (n. 1947)
- 2008 - Roberto Vatteroni, partigiano e politico italiano (n. 1921)
- 2009 - Luigi Casola, ciclista su strada e pistard italiano (n. 1921)
- 2009 - Marco Cavagna, vigile del fuoco italiano (n. 1958)
- 2009 - Jacques Hustin, cantautore belga (n. 1940)
- 2009 - Virgilio Lai, fotografo italiano (n. 1926)
- 2009 - Lorenzo Sebastiani, rugbista a 15 italiano (n. 1988)
- 2009 - Andrzej Stelmachowski, politico, giurista e insegnante polacco (n. 1925)
- 2009 - Svetlana Ul'masova, mezzofondista sovietica (n. 1953)
- 2010 - James Aubrey, attore britannico (n. 1947)
- 2010 - Renzo Biondani, calciatore italiano (n. 1931)
- 2010 - Eddie Carroll, doppiatore e attore canadese (n. 1933)
- 2010 - Francesco Da Prato, politico italiano (n. 1929)
- 2010 - Anatolij Fëdorovič Dobrynin, politico e diplomatico sovietico (n. 1919)
- 2010 - Wilma Mankiller, politica e attivista statunitense (n. 1945)
- 2010 - Grete Olsen, schermitrice danese (n. 1912)
- 2010 - Tom Ray, animatore e regista statunitense (n. 1919)
- 2010 - Corin Redgrave, attore e attivista britannico (n. 1939)
- 2011 - Benedetto Aloi, mafioso statunitense (n. 1935)
- 2011 - Giuseppe Comini, schermidore italiano (n. 1922)
- 2011 - Robin Lindsay, hockeista su prato britannico (n. 1914)
- 2011 - Johnny Morris, allenatore di calcio e calciatore inglese (n. 1923)
- 2011 - Francis Gordon Albert Stone, chimico britannico (n. 1925)
- 2012 - Felipe Fernández García, vescovo cattolico spagnolo (n. 1935)
- 2012 - Ottorino Fiore, politico italiano (n. 1944)
- 2012 - Thomas Kinkade, pittore e illustratore statunitense (n. 1958)
- 2012 - Jim McCullough Sr., regista, sceneggiatore e produttore cinematografico statunitense (n. 1928)
- 2013 - Bigas Luna, regista, sceneggiatore e designer spagnolo (n. 1946)
- 2013 - Miguel Poblet, ciclista su strada e pistard spagnolo (n. 1928)
- 2013 - Ivan Ruggeri, imprenditore e dirigente sportivo italiano (n. 1944)
- 2013 - Don Shirley, compositore e pianista statunitense (n. 1927)
- 2014 - Mary Anderson, attrice statunitense (n. 1918)
- 2014 - Aldo Braibanti, scrittore, sceneggiatore e drammaturgo italiano (n. 1922)
- 2014 - Claudio Darni, calciatore italiano (n. 1934)
- 2014 - Domenico Mennitti, politico e giornalista italiano (n. 1939)
- 2014 - Mickey Rooney, attore e comico statunitense (n. 1920)
- 2014 - Massimo Tamburini, ingegnere e designer italiano (n. 1943)
- 2015 - Juan Arredondo, cestista e allenatore di pallacanestro cileno (n. 1918)
- 2015 - Giovanni Berlinguer, politico e medico italiano (n. 1924)
- 2015 - James Best, attore statunitense (n. 1926)
- 2015 - Franco Bonato, tiratore a volo italiano (n. 1925)
- 2015 - José Ferdinando Puglia, calciatore brasiliano (n. 1937)
- 2015 - Ciro Giorgini, critico cinematografico e autore televisivo italiano (n. 1952)
- 2015 - Mario Gulinelli, dirigente sportivo, giornalista e traduttore italiano (n. 1938)
- 2015 - Cosimo Malacari, calciatore italiano (n. 1933)
- 2015 - Art Powell, giocatore di football americano statunitense (n. 1937)
- 2015 - Vitantonio Sirago, storico e filologo italiano (n. 1920)
- 2015 - Dave Ulliott, giocatore di poker inglese (n. 1954)
- 2015 - Gertrude Weaver, supercentenaria statunitense (n. 1898)
- 2016 - Fabio Amodeo, giornalista, scrittore e storico italiano (n. 1945)
- 2016 - Dennis Davis, batterista statunitense (n. 1951)
- 2016 - Jaime Pedro Gonçalves, arcivescovo cattolico mozambicano (n. 1936)
- 2016 - Merle Haggard, cantante statunitense (n. 1937)
- 2016 - Emiliano Liuzzi, giornalista e opinionista italiano (n. 1969)
- 2016 - Rino Possagno, arbitro di calcio italiano (n. 1930)
- 2016 - Josef Toms, cestista cecoslovacco (n. 1922)
- 2016 - Murray Wier, cestista e allenatore di pallacanestro statunitense (n. 1926)
- 2017 - Carlo Donolo, sociologo italiano (n. 1938)
- 2017 - Armand Gatti, drammaturgo, scenografo e regista francese (n. 1924)
- 2017 - David Peel, musicista e compositore statunitense (n. 1943)
- 2017 - Don Rickles, comico, cabarettista e attore statunitense (n. 1926)
- 2018 - Daniel Akaka, politico statunitense (n. 1924)
- 2018 - Daniel Chavarría, scrittore e rivoluzionario uruguaiano (n. 1933)
- 2018 - Aby Gartmann, bobbista svizzero (n. 1930)
- 2018 - Jacques Higelin, cantautore, musicista e attore francese (n. 1940)
- 2018 - Aleksandr Kurlovič, sollevatore bielorusso (n. 1961)
- 2018 - Senteni Masango, regina swazilandese (n. 1981)
- 2018 - Donald McKayle, ballerino, coreografo e insegnante statunitense (n. 1930)
- 2018 - Carlo Vomiero, calciatore italiano (n. 1938)
- 2019 - Fritz Hollings, politico statunitense (n. 1922)
- 2019 - Olli Mäki, pugile finlandese (n. 1936)
- 2019 - Ángel Sertucha, calciatore spagnolo (n. 1931)
- 2019 - David Thouless, fisico britannico (n. 1934)
- 2019 - Alberto Toni, poeta, scrittore e drammaturgo italiano (n. 1954)
- 2020 - Radomir Antić, allenatore di calcio e calciatore serbo (n. 1948)
- 2020 - Claude Barthélemy, calciatore haitiano (n. 1945)
- 2020 - Pietro Cugini, medico italiano (n. 1936)
- 2020 - James Drury, attore statunitense (n. 1934)
- 2020 - Armando Francioli, attore italiano (n. 1919)
- 2020 - Sergio Guenza, allenatore di calcio e calciatore italiano (n. 1933)
- 2020 - Al Kaline, giocatore di baseball statunitense (n. 1934)
- 2020 - Jacques Le Brun, storico francese (n. 1931)
- 2020 - Adlin Mair-Clarke, velocista giamaicana (n. 1941)
- 2020 - Federico Rossi, ingegnere italiano (n. 1948)
- 2020 - Fred Singer, fisico austriaco (n. 1924)
- 2021 - Chuck Darling, cestista statunitense (n. 1930)
- 2021 - Dante Della Terza, storico della letteratura e italianista italiano (n. 1924)
- 2021 - Marcelo Etchegaray, calciatore argentino (n. 1935)
- 2021 - Alcee Hastings, politico e magistrato statunitense (n. 1936)
- 2021 - Hans Küng, teologo, presbitero e saggista svizzero (n. 1928)
- 2021 - Alfred Leonhard Maluma, vescovo cattolico tanzaniano (n. 1955)
- 2021 - Walter Olkewicz, attore statunitense (n. 1948)
- 2021 - Gene Youngblood, critico cinematografico, saggista e politologo statunitense (n. 1942)
- 2021 - Francesco di Cossé-Brissac, nobile francese (n. 1929)
- 2022 - Rae Allen, attrice statunitense (n. 1926)
- 2022 - Ana Derșidan-Ene-Pascu, schermitrice rumena (n. 1944)
- 2022 - Karol Divín, pattinatore artistico su ghiaccio cecoslovacco (n. 1936)
- 2022 - Nergüjn Enhbat, pugile mongolo (n. 1962)
- 2022 - Karl Neuse, pallanuotista tedesco (n. 1930)
- 2022 - Camilla Salvago Raggi, poetessa, scrittrice e traduttrice italiana (n. 1924)
- 2022 - Sergio Camillo Segre, politico, giornalista e partigiano italiano (n. 1926)
- 2022 - Abraham Sie, cestista e taekwondoka ivoriano (n. 1999)
- 2022 - Tom Smith, rugbista a 15 e allenatore di rugby a 15 britannico (n. 1971)
- 2022 - Eckhard Wendt, cestista tedesco (n. 1947)
- 2022 - Vladimir Žirinovskij, politico russo (n. 1946)
- 2023 - Jim Caldwell, cestista statunitense (n. 1943)
- 2023 - Paul Cattermole, cantante britannico (n. 1977)
- 2023 - Bernard Ford, danzatore su ghiaccio britannico (n. 1947)
- 2023 - Duško Gojković, trombettista, compositore e arrangiatore serbo (n. 1931)
- 2023 - Ingvar Hirdwall, attore svedese (n. 1934)
- 2023 - Bruce Petty, fumettista, scultore e regista australiano (n. 1929)
- 2023 - Piero Rattalino, pianista, musicologo e critico musicale italiano (n. 1931)
- 2023 - Norman Reynolds, scenografo e regista britannico (n. 1934)
- 2023 - Giorgio Torelli, giornalista e scrittore italiano (n. 1928)
- 2024 - Ernesto Gómez Cruz, attore messicano (n. 1933)
- 2024 - Pat Hennen, pilota motociclistico statunitense (n. 1953)
- 2024 - Dickie Rooks, calciatore e allenatore di calcio inglese (n. 1940)
- 2024 - Italo Rota, architetto e designer italiano (n. 1953)
- 2024 - Ziraldo, fumettista, giornalista e scrittore brasiliano (n. 1932)
- 2024 - Dutty Dior, rapper e cantante norvegese (n. 1996)
- 2025 - Jorge Bolaño, calciatore e allenatore di calcio colombiano (n. 1977)
- 2025 - Corrin Brooks-Meade, calciatore montserratiano (n. 1988)
- 2025 - Roberto De Simone, regista teatrale, compositore e musicologo italiano (n. 1933)
- 2025 - Jay North, attore statunitense (n. 1951)
- 2025 - Jeremiah Ostriker, astrofisico e astronomo statunitense (n. 1937)
- 2025 - Pepe Rodríguez, giornalista e saggista spagnolo (n. 1953)
- 2025 - Ollie Taylor, cestista statunitense (n. 1947)
- 2025 - Albert Vanucci, calciatore francese (n. 1947)
- 2025 - Willie Vassallo, calciatore maltese (n. 1949)
- 2025 - Pongsri Woranuch, cantante e musicista thailandese (n. 1939)
- 2025 - Alessio Zaccaria, giurista italiano (n. 1955)